# Kurt Overbergh

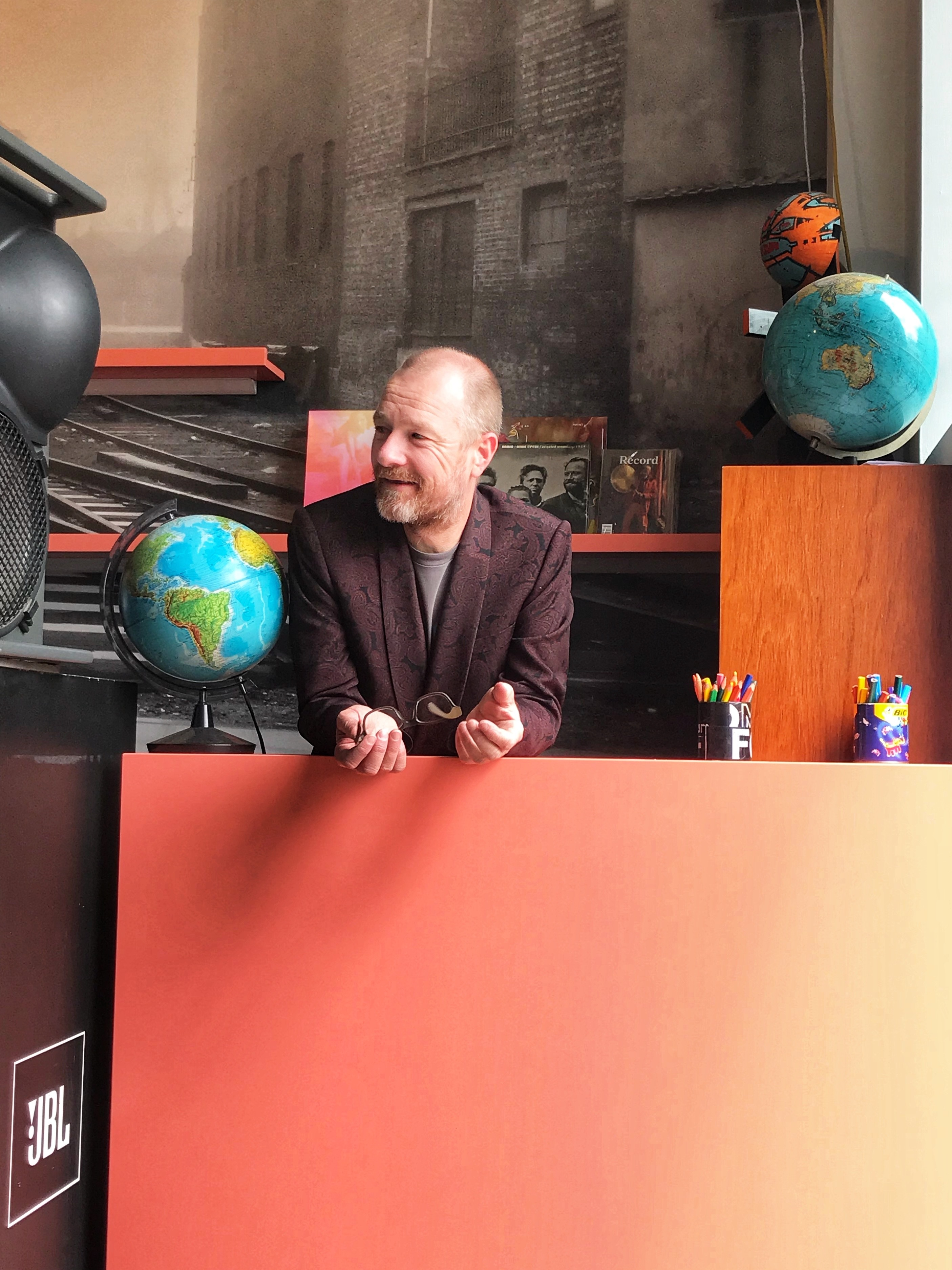
Kurt Overbergh in 2017

Kurt (Jozef) Overbergh (Schoten, 20 augustus 1970) is de artistiek directeur van concertzaal Ancienne Belgique (AB) in Brussel. Hij is ook diskjockey en een bekend gezicht in de Belgische media.

## Biografie
Overbergh startte zijn carrière in de muziekindustrie als student aan de VUB in Brussel. Hij liep eerst stage bij de Belgische afdeling van de Nederlandse indie-distributeur Boudisque, maar toen die opgedoekt werd, volgde hij zijn toenmalige stage-begeleider Eric Didden naar Rough Trade distributie. Kort na het beëindigen van zijn studies werd hij door Chris Prouvé, de directeur van Rough Trade Belgium, in dienst genomen als promotiemanager en werkte hij van 1994 tot 1997 met artiesten zoals Pavement en Jeff Buckley.
Als student schreef Overbergh reeds voor muziekmagazine RifRaf, waar hij bands en artiesten zoals Sonic Youth, Nick Cave en Mark Lanegan interviewde. Naast zijn professionele bezigheden bleef hij tot aan de laatste editie in 2016 nauw betrokken bij het gratis muziektijdschrift. In zijn vaste rubriek Kükl’s Onrustige 10 tipte hij niet alleen vele nieuwe aankomende artiesten en releases, maar brak hij ook een lans voor Belgisch bier, een van zijn passies naast muziek, poezen en reizen.
Na zijn studies trok hij enkele maanden door de Verenigde Staten waar hij zich verdiepte in de Amerikaanse muziekcultuur. Van die reis deed hij wekelijks verslag bij Chantal Pattyn op Studio Brussel.

## Ancienne Belgique
Tijdens zijn periode bij Rough Trade sprong hij toenmalig algemeen directeur van Ancienne Belgique Jari Demeulemeester in het oog als bezielde promotiemanager met een grote vakkennis en brede muzikale nieuwsgierigheid. Demeulemeester benaderde Overbergh, die op 1 april 1997 in dienst trad bij AB, een van de Culturele Instellingen van de Vlaamse Gemeenschap. In 2000 werd hij er artistiek directeur.
Als programmator en artistiek directeur bij AB liet hij zich onder meer opmerken door de opschaling van underground genres via reeksen als ‘It’s like a jungle’, Ninja Nights, Domino, BRDCST, Silence Is Sexy en Feeërieën. Hij bedacht ook de REWIND-reeks, die focust op Belgische albums die in ieders collectieve geheugen staan gegrift.
Kurt Overbergh werd in 2004 genomineerd voor de Vlaamse Cultuurprijs voor Muziek.  Het juryverslag over Overbergh: "De AB geldt als de belangrijkste concertzaal voor popmuziek in België. Internationaal gerenommeerde artiesten zien de AB als een van de beste muziekclubs ter wereld. (...) De AB speelt onder impuls van Overbergh  ook een voortrekkersrol in de ontwikkeling van de Belgische muziek en biedt unieke podiumkansen aan zowel jonge als gevestigde Belgische muzikanten." Mauro Pawlowski won dat jaar de prijs.
Een jaar later, in 2005, werd Overbergh door het magazine Knack uitgeroepen tot de invloedrijkste persoon in het concertwezen in België.

## Diskjockey
In de periode na de eeuwwisseling maakte Overbergh een tijd deel uit van het duo DJ Big Train & DJ White Jazz, dat oude jazz aan een nieuw en vaak jong publiek presenteerde op de dansvloer. De twee diskjockeys traden op in vele concertzalen binnen en buiten België en ook op muziekfestivals zoals Gent Jazz en Pukkelpop. De inspiratie voor het dj-alter ego White Jazz vond Overbergh in een song van de Britse band Jack op het Too Pure-label, waarvan Overbergh tijdens zijn Rough Trade-periode een groot pleitbezorger was.
Sinds 2015 is hij als dj actief onder zijn eigen naam en kenmerkt hij zich door eclectische sets die kunnen variëren van populaire deuntjes uit de jaren ’50, obscure dansmuziek uit verre landen, Hillbillies In Hell, extreme underground-hiphop tot anarcho-punk zoals Crass en natuurlijk nog steeds jazz.

## Media en podia
Overbergh is vaak te horen geweest op radio en tv, als gast, opiniemaker en moderator, onder andere bij radiozenders als (de Vlaamse) Radio 1, Studio Brussel, Klara en Bruzz.
- In 2015 maakte Overbergh voor Radio 1 een auditieve roadmovie Billie Holiday in New York naar aanleiding van wat de honderdste verjaardag zou zijn geweest van Billie Holiday.[6]
- In 2017 was hij vaste gast in cultuurprogramma Culture Club op televisiezender Canvas.[1]
- Sinds 2000 is Overbergh vast jurylid van Humo’s Rock Rally.[7]
- Anno 2020 werkt hij aan een muzikale theatermonoloog over Nick Cave.[8]

## Katten
Kurt Overbergh is een grote kattenfan. Hij combineert zijn liefde voor muziek met die voor poezen in zijn grote poezenhoezencollectie, die bestaat uit platen met poezen op de cover. Hij schreef hier ook een manifest voor: Meow: A Manifesto for the Exhibition of Cat Sleeves.  Anno 2020 was zijn collectie al vier keer tentoongesteld, waaronder in Museum M in Leuven. In totaal wil hij negen tentoonstellingen organiseren, een aantal dat niet toevallig overeenkomt met het aantal levens van een kat.